# Пецци, Паоло
Архиепископ Паоло Пецци (итал. Paolo Pezzi; род. 8 августа 1960, Русси, Эмилия-Романья) — итальянский и российский прелат. С 27 октября 2007 года — митрополит Архиепархии Божией Матери в Москве; член Священнического братства Святого Карло Борромео, связанного с движением «Comunione e Liberazione». Сопредседатель Совета Христианского межконфессионального консультативного комитета стран СНГ и Балтии.

## Биография

### Образование и начало карьеры
Родился 8 августа 1960 года в Русси (Эмилия-Романья, Италия).
В 1985—1990 годах получил образование по философии и богословию в Папском Университете святого Фомы Аквинского (Ангеликум).
Рукоположён в священный сан 22 декабря 1990 года, защитил докторскую диссертацию по пастырскому богословию в Папском Латеранском университете по теме «Католики Сибири: происхождение, гонения, нынешний день» (итал. «Cattolici in Siberia, le origini, le persecuzioni, l’oggi»).
В 1993—1998 годах — декан центрального региона Сибири (нынешней Преображенской епархии) и главный редактор Сибирской католической газеты.
В 1998—2005 годах — генеральный викарий Священнического братства миссионеров Святого Карло Борромео; ответственный за работу движения «Comunione e Liberazione» в России (с 1998 года).
С 2004 года преподаёт в Санкт-Петербургской семинарии «Мария — Царица Апостолов», с 2006 года по 2008 год являлся её ректором.

### Епископское служение
21 сентября 2007 года назначен на кафедру Архиепархии Матери Божией в Москве вместо архиепископа Тадеуша Кондрусевича, который был переведён в Архиепархию Минск-Могилёв.
Епископская хиротония состоялась 27 октября 2007 года. Главным консекрантом был предшественник о. Пецци на посту главы архиепархии Матери Божией — архиепископ Тадеуш Кондрусевич, другими консекрантами — апостольский нунций Антонио Меннини и председатель конференции католических епископов России епископ Иосиф Верт. Также на хиротонии присутствовали российские епископы Клеменс Пиккель, Кирилл Климович; архиепископ Астаны Томаш Пэта и епископ епархии Паринтинса (Бразилия) Джулиано Фриджени. После хиротонии со словами приветствия к епископу Паоло Пецци обратился нунций Антонио Меннини. Присутствовавший на богослужении от Московского патриархата заместитель председателя ОВЦС протоиерей Всеволод Чаплин зачитал приветствия от патриарха Алексия II и митрополита Кирилла (Гундяева). Были также оглашены поздравления от светских властей и от главного раввина Москвы Пинхаса Гольдшмидта.
19 января 2010 года декретом Великого Магистра ордена Святого Гроба Господнего Иерусалимского кардинала Джона Патрика Фоли назначен великим приором делегатуры Ордена в Российской Федерации.
26 июля 2011 года получил российское гражданство.
19 января 2011 года избран председателем Конференции католических епископов России сроком на три года. В 2014 году переизбран на новый срок. В марте 2020 года вновь избран на пост председателя конференции.
С 27 октября 2012 года — член Папского совета Cor Unum.

24 февраля 2022 года подписал обращение Конференции католических епископов России о конфликте с Украиной, в котором говорится:
Мы призываем всех политических деятелей, от которых зависит это решение, сделать решительно всё для прекращения этого конфликта. «Бог есть Бог мира, а не войны, Отец всех, а не только некоторых, и Он хочет, чтобы мы были братьями, а не врагами», — обращается к нам Папа Франциск. И мы также обращаемся ко всем людям, особенно к собратьям христианам, с призывом противостоять лжи и ненависти, и быть источником примирения, а не умножения ненависти и насилия.
В этом же обращении содержался призыв к священникам служить мессу о сохранении мира и справедливости, используя Евхаристическую молитву о примирении, и читая молитву из требника «О мире и отечестве».

28 сентября выступил с заявлением по поводу объявления частичной мобилизации в России, в котором говорится, что:
В конечном итоге, вопрос о допустимости участия в военных действиях — это вопрос человеческой совести, которая есть самое тайное и святое святых человека, в котором он пребывает наедине с Богом, и верному суждению которой всегда обязан повиноваться.

С другой стороны, Церковь напоминает государственным властям, что они «должны находить справедливое решение в тех случаях, когда человек по убеждению отказывается брать в руки оружие, при этом оставаясь обязанным служить человеческому сообществу иным образом». Это право закреплено частью 3 статьи 59 Конституции Российской Федерации, и мы призываем к его последовательному соблюдению.

## Публикации
В феврале 2010 года опубликовал статью под названием «Католическая Церковь в России: смысл присутствия» для итальянского журнала «Vita e pensiero». В ней Паоло Пецци подчёркивает, что
первый вызов, стоящий перед Католической Церковью в России сегодня, — не поддаваться искушению воспринимать себя как „этническую“ Церковь. То есть как Церковь для „нерусских“. Никогда нельзя сводить Церковь к этническому аспекту.
 В той же статье он пишет:
Очевидно, что невозможно быть католиками в России без глубочайшего уважения к Русской православной церкви, без самого искреннего и горячего желания объединиться с нею, ведь она хранит большую часть богатейшей духовной традиции этого народа.

## Владение языками
- Итальянский язык (родной язык)
- Русский язык
- Английский язык
- Испанский язык
- Португальский язык
- Латынь

## Труды
- Павел Пецци «Что такое человек, чтобы помнить о нём». (Лекции по социальной антропологии) (недоступная ссылка) Новосибирск, ЦЭРИС, 2000